# Menesia akemiae
Menesia akemiae es una especie de escarabajo longicornio del género Menesia, categorizada en la tribu Saperdini, de la subfamilia Lamiinae. Fue descrita por Makihara, 1992.

## Descripción
Mide 6-8,4 mm de longitud. El período de actividad en adultos se presenta en julio y agosto.

## Distribución
Se distribuye por Japón.